# Mischocarpus sundaicus
Mischocarpus sundaicus är en kinesträdsväxtart som beskrevs av Carl Ludwig von Blume. Mischocarpus sundaicus ingår i släktet Mischocarpus och familjen kinesträdsväxter. Inga underarter finns listade i Catalogue of Life.